# Tramwaje w Niżynie
Tramwaje w Niżynie – zlikwidowany system komunikacji tramwajowej w ukraińskim mieście Niżyn.

## Historia
Tramwaj konny w Niżynie otwarto w 1915. Szerokość toru wynosiła 1524 mm. Tramwaje zlikwidowano w połowie lat 20. XX w.